# Gudakärlek utan like
Gudakärlek utan like är en psalm med text skriven 1749 av Charles Wesley och översatt till svenska 1893 av Erik Nyström. Psalmen finns med två melodier, den ena skriven 1752 av Jean-Jacques Rousseau och den andra skriven 1870 av John Zundel.

## Publicerad i
- Psalmer och sånger 1987 som nr 461a (melodi av Rousseau) under rubriken "Kyrkan och nådemedlen - Vittnesbörd - tjänst - mission".[1]
- Psalmer och sånger 1987 som nr 461b (melodi av Zundel) under rubriken "Kyrkan och nådemedlen - Vittnesbörd - tjänst - mission".[1]